# Sorbets (Landy)
Sorbets – miejscowość i gmina we Francji, w regionie Nowa Akwitania, w departamencie Landy.
Według danych na rok 1990 gminę zamieszkiwało 179 osób, a gęstość zaludnienia wynosiła 15 osób/km² (wśród 2290 gmin Akwitanii Sorbets plasuje się na 998. miejscu pod względem liczby ludności, natomiast pod względem powierzchni na miejscu 935.).